# Dixie Dunbar
Dixie Dunbar, nata Christine Elizabeth Dunbar (Montgomery, 19 gennaio 1918 – Miami Beach, 29 agosto 1991), è stata un'attrice e ballerina statunitense.

## Biografia
Nata in Alabama e cresciuta ad Atlanta, in Georgia, imparò presto la danza e si trasferì con la madre a New York, dove lavorò nei night-club e cantò nel musical Life Begins at 8:40. Al cinema debuttò nel 1934 nel musical Il paradiso delle stelle, cui seguirono nel giro di tre anni quasi venti film.
Nel 1939 lasciò il cinema per tentare la via del teatro con la commedia musicale Yokel Boy e poi quella degli spettacoli nei locali notturni, ma per breve tempo. Sposata nel 1940 con il coreografo Gene Snyder, divorziò nel 1953 per sposarsi altre due volte. Visse in Florida e alla fine degli anni settanta perdette la vista a causa di un glaucoma. Morì nel 1991 a seguito di un attacco cardiaco.

## Filmografia parziale
- Il paradiso delle stelle (1934)
- King of Burlesque (1936)
- Collegio femminile (1936)
- Pigskin Parade (1936)
- Turbine bianco (1936)
- Sing and Be Happy (1937)
- Freshman Year (1938)